# Ricardo Lewandowski
Enrique Ricardo Lewandowski (Río de Janeiro, 11 de mayo de 1948) es un jurista y magistrado brasileño. Es ministro del Supremo Tribunal Federal desde 16 de marzo de 2006, habiendo presidido a Corte entre 2014 y 2016. Ejerció también la función de presidente de Senado Federal para fines del proceso de impeachment de la Dilma Rousseff.
Bacharel en ciencias políticas y sociales por la Escuela de Sociología y Política de São Paulo (1971) y en ciencias jurídicas y sociales por la Facultad de Derecho de São Bernardo do Campo (1973), es maestro (1980) y doctor (1982) por la Facultad de Derecho de la Universidade de São Paulo, además de maestra (1981) en relaciones internacionales por la The Fletcher School of Law and Diplomacy, de la Tufts University, nos Estados Unidos. Desde 2003 es profesor titular de teoría general del Estado en el Departamento de Derecho del Estado de la Universidad de São Paulo. Leciona en esta universidad desde 1978, cuando ingresó como docente voluntario, teniendo chefiado el Departamento de Derecho del Estado y coordinado el curso de máster en Derechos Humanos en esta facultad. Posee origen judaico, teniendo sus padres inmigrado para lo Brasil en la primera mitad del siglo XX.
Ejerció la abogacía de 1974 a 1990. Ocupó los cargos de Secretario de Gobierno y de Asuntos Jurídicos de Son Bernardo del Campo de 1984 a 1988 y presidió la Empresa Paulista de Planejamento Metropolitana (EMPLASA) de 1988 a 1989. Ingresó en la magistratura en 1990, en el cargo de juez del Tribunal de Alzada Criminal de São Paulo, escogido por Orestes Quércia por medio del quinto constitucional de la clase de los abogados, después de indicación por la Orden de los Abogados de Brasil, cargo en el cual permaneció hasta 1997. Este año, fue promovido la desembargador del Tribunal de Justicia  de São Paulo. Ejerció la vicepresidencia de la Asociación de los Magistrados Brasileños de 1993 a 1995.
En 2006, fue indicado por el presidente Luiz Inácio Lula de Silva al cargo de ministro del Supremo Tribunal Federal, habiendo sido vicepresidente de 2012 a 2014 y, de 2014 a 2016, presidido a Corte y el Consejo Nacional de Justicia. También ejerció la función de ministro del Tribunal Superior Electoral de 2006 a 2012, presidiéndolo de 2010 a 2012, periodo en el cual se destacó por defender la aplicación de la Ley de la Ficha Limpia en las elecciones de 2010. De entre los principales procesos de los cuales fue relator, se destacan los referentes a las cotas raciales en la enseñanza pública (ADPF 186 y RE 597.285), a la prohibición del nepotismo (RE 579 951), a la libertad de manifestación en la plaza de los Tres Poderes (ADI 1.969) y al reconocimiento de la cualificación del poder judicial para determinar reformas en presidios (RE 592 581), además de haber actuado como revisor de la Acción Penal 470, relativa al escándalo del Mensalão. En 2016 presidió en Senado Federal el Proceso de impeachment de Dilma Rousseff, que resultó en la pérdida de mandato de la entonces presidente, aunque hayan sido preservados sus derechos políticos, en una decisión controversa del ministro Lewandowski, al decidir por la criba de la votación de la cassação y la votación del mantenimiento de los derechos políticos.

## Carrera académica
Bacharel en derecho en 1973 por la Facultad de Derecho de Son Bernardo del Campo, fue profesor titular y vicedirector de aquella facultad. Obtuvo los títulos de maestro y doctor en 1980 y 1982, respectivamente, por la Facultad de Derecho de la Universidad de São Paulo. Además de eso, posee el título de doctor Honoris Causa, el cual le fue concedido por la Universidade Vila Velha -UVV/ES.
También es bacharel en Sociología y Política por la Fundación Escola de Sociología y Política de São Paulo (1971) y maestra en Relaciones Internacionales por la Fletcher School of Law and Diplomacy, de la Tufts University, con la dissertação International Protection of Human Rights: La study of the brazilian situation and the policy of the Carter Administration (1981).
En 1994, con la tesis Pressupostos Materiais e Formais da Intervenção Federal no Brasil, (En espanõl: Presupuestos Materiales y Formales de la Intervención Federal en Brasil), recibió el título de libre-docente. En 2003, con la tesis Globalização, Regionalização e Soberania (En español: Globalización, Regionalização y Soberanía), venció el concurso para Profesor Titular del Departamento de Derecho del Estado de la USP después de pasar por la banca examinadora de los profesores Maria Sylvia Zanella di Pietro (Presidente), Ada Pellegrini Grinover, Fernando Augusto de Albuquerque Mourão, Gabriel Cohn y Clèmerson Merlin Clève. Con eso, sustituyó el Profesor Titular jubilado Dalmo de Abreu Dallari. Ministra la disciplina Teoría General del Estado para el primer año de la graduação.

## Abogacía y magistratura
Abogado militante entre 1974 y 1990, ocupó también, a partir de 1979, una serie de cargos públicos, como lo de consultor jurídico de la Empresa Metropolitana de Planejamento da Grande São Paulo S/A (EMPLASA), de 1977 a 1979 y nuevamente en 1983, Secretario de Gobierno y de Asuntos Jurídicos de São Bernardo do Campo, entre 1984 y 1988, durante la gestión de Aron Galante, del PMDB. Aunque nunca tuviera se afiliado a un partido político, Lewandowski tuvo una actividad política intensa en Son Bernardo y siempre fue próximo a políticos peemedebistas. Fue presidente de la EMPLASA de 1988 a 1989, cuando Orestes Quércia, también del PMDB, era gobernador del estado de São Paulo.
También fue consultor jurídico del Grupo Pro-Constituyente de la Asamblea Legislativa del Estado de São Paulo, encargado de elaborar el anteproyecto de la Constitución Provincial (1987 a 1989) y consultor jurídico de los municipios de Araraquara, Guarulhos, São José do Río Preto y São Bernardo do Campo para la elaboración de las respectivas Leyes Orgánicas y legislación complementaria (1989 a 1990).
Lewandowski no se hizo juez por concurso, pero por el quinto constitucional, ingresando en el Poder Judicial en 11 de septiembre de 1990 al ser escogido por Orestes Quércia, después de indicación por la Orden de Abogados del Brasil (OAB), para componer el Tribunal de Alzada Criminal de São Paulo, cargo que ocupó hasta 6 de marzo de 1997, cuando fue promovido por el criterio de merecimento al cargo de desembargador del Tribunal de Justicia de São Paulo.

### Supremo Tribunal Federal
En 16 de marzo de 2006, alcanzó el ápice de la carrera jurídica, al ser empossado en el cargo de Ministro del Supremo Tribunal Federal, en la vacante decurrente de la jubilación del Ministro Carlos Velloso, indicado por el presidente Luiz Inácio Lula de Silva.
La indicación de Lewandowski fue recomendada por Márcio Thomaz Bastos y recibió el apoyo de la primera dama Marisa Letícia, amiga de larga fecha de la familia Lewandowski.

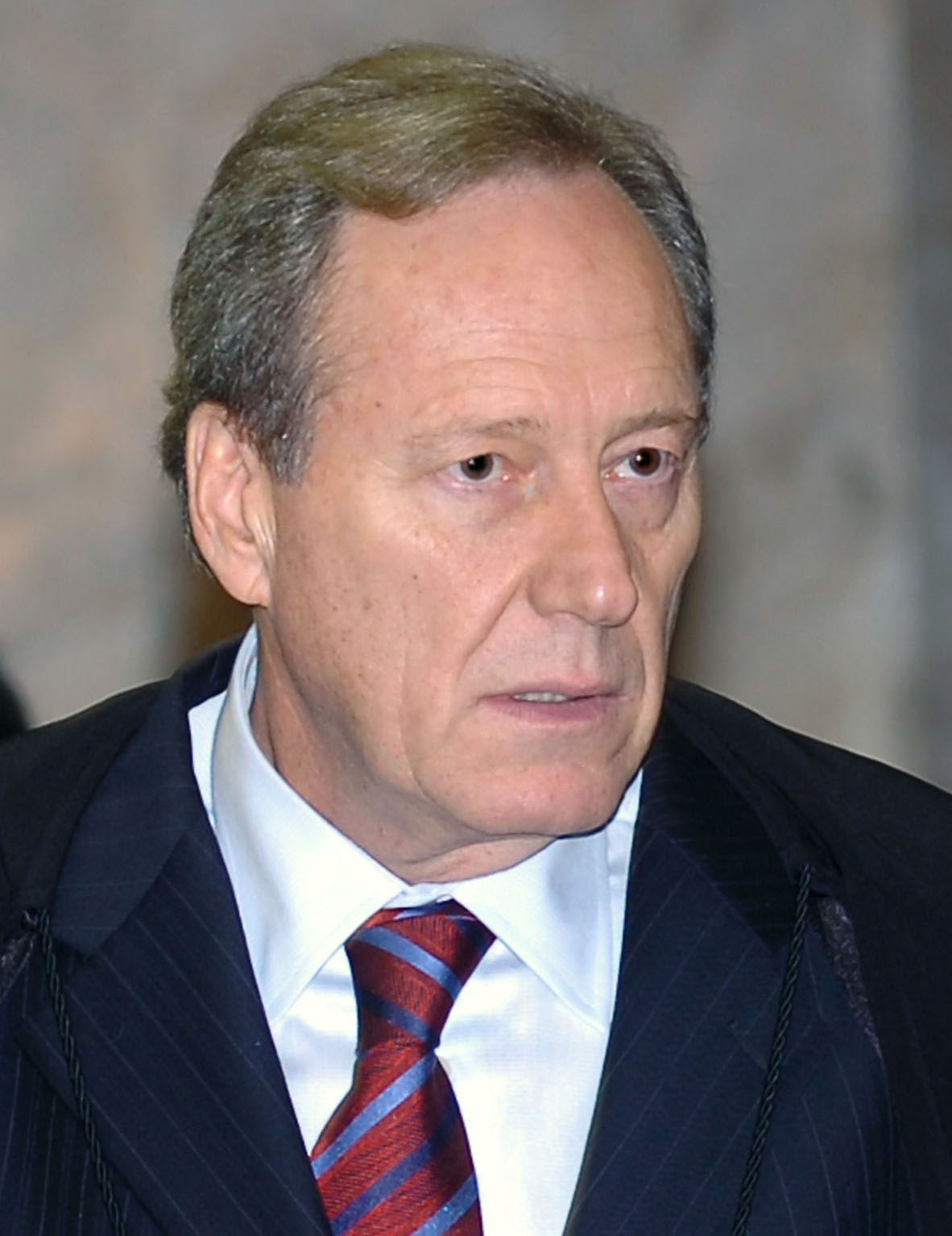
Lewandowski en 2008.

#### Ficha Limpia
El Ministro Ricardo Lewandowski votó por la constitucionalidade de la llamada "Ley de la Ficha Limpia" en el Supremo Tribunal Federal. Fue defensor de la aplicación de la Ley a las Elecciones Generales de 2010. Segundo declaró Lewandowski en su voto de 36 páginas, al aprobar la Ley de la Ficha Limpia, el legislador buscou proteger la probidade administrativa, la moralidade para el ejercicio del mandato y la normalidad y legitimidad de las elecciones. Cuando estableció nuevas hipótesis de inelegibilidade, la Ley Complementaria 135/10 sólo cumplió mando previsto en la Constitución, que fijó la obligación de considerar la vida pregressa de los candidatos para que se permita o no su candidatura. En su voto, Lewandowski también defendió la aplicación de la Ley de la Ficha Limpia ya en las elecciones de 2010, surtindo efectos sobre candidatos condenados o que renunciaron a sus mandatos para escapar de la casación antes que nuevas reglas entraran en vigor. Posteriormente, como Presidente del TSE, garantizó la aplicación de la referida Ley.

#### Nepotismo
En el Recurso Extraordinario (RE) 579951, juzgado por el plenario del STF, se trató de la constitucionalidade del nombramiento de parientes en los poderes Ejecutivo y Legislativo en municipio del Río Grande del Norte. Por iniciativa de Lewandowski, fue propuesta la votación de lo resumen vinculante , que establece la prohibición de la contratación de familiares de hasta tercer grado por parte de los órganos de los tres puedas (Ejecutivo, Legislativo y Judicial).

#### Mensalão
El Ministro Lewandowski actuó como revisor de la Acción Penal 470, proceso en que fueron juzgados los delitos cometidos en el llamado mensalão, un esquema de soborno de parlamentarios para compraventas de votos por el alto escalón del gobierno Lula, financiado a través de desvío de dinero público.
En la primera sesión del juicio, trabó discusión con el relator del proceso, ministro Joaquim Barbosa, que criticó el posicionamiento defendido por Lewandowski, para quien los reos sin foro privilegiado deberían ser juzgados en el primer ejemplar judicial, lo que demandaría el desmembramento del proceso. La manifestación de Lewandowski fue acompañada por el luego ministro Marco Aurélio Mello, pero los demás miembros del tribunal decidieron que todos los reos de la acción (aún los reos sin derecho a foro privilegiado) serían juzgados por el STF.
En el transcurrir del juicio, Lewandowski entendió que no hubo formación de quadrilha, inocentando los reos en cuanto a esa acusación. También entendió por la inexistencia de compraventa de votos por el Partido de los Trabajadores (Brasil) para aprobación de importantes reformas legislativas, acatando la tesis de la defensa y consignando que los valores ilícitamente obtenidos se destinaban exclusivamente a la financiación de campaña del partido del entonces Presidente Lula.
Votó por la absolvição de João Paulo Cunha. En la ocasión del voto, el abogado del entonces diputado por el PT-SP dijo que salió "de alma lavada". Cuña fue acusado de recibir R$ 50 mil de propina por el supuesto favorecimento de la agencia de Marcos Valério en licitaciones.
Votó por la absolvição del exministro de la Casa Civil, José Dirceu, al concluir en su voto que el Ministerio Público no hube probado cual acción específica el reo habría practicado. Oponiéndose al Ministerio Público y al relator, que apuntaron el exministro como jefe del esquema, Lewandowski dijo que el reo "abandonó las lides partidarias al asumir la Casa Civil". Según él, los asuntos financieros del PT eran tratados por el tesoureiro del partido, Delúbio Soares, a quién Lewandowski condenó por corrupción activa.
El voto de Lewandowski por la absolvição de José Dirceu en cuanto a la acusación de corrupción activa, y su voto por la absolvição del referido reo por la acusación de formación de quadrilha fue seguido por los ministros Dias Toffoli,  Rosa Weber y Cármen Lúcia. Ambos votos restaron vencidos, pues los demás votaron con el relator por la condena.

#### Presidencia del STF
En 31 de julio de 2014, Lewandowski asumió interinamente la presidencia del Supremo Tribunal Federal, cuando en 13 de agosto fue elegido como lo 57.º Presidente del Supremo Tribunal Federal. Su posesión en el cargo ocurrió el día 10 de septiembre.
Funcionó como presidente de la República en ejercicio los días 23 y 24 de septiembre de 2014, habiendo sido el quinto presidente del STF a asumir la autoridad del Poder Ejecutivo.
En 2015, delante de la ausencia de apoyo al proyecto de ley que trataba de la reposición inflacionaria de los servidores de la judicatura de la Unión, de iniciativa del propio STF, y vetado por la Presidenta de la República, fue blanco de críticas, siendo llamado de traidor y cobarde por los serventuários. La Presidenta Dilma vetó bajo la alegación de inconstitucionalidad.
El día 12 de mayo de 2016, con ocasión de Senado Federal haber hecho juízo de admissibilidade de la Denuncia n.º 1 por crimen de responsabilidad en faz de la Presidente de la República Dilma Rousseff, se abrió el Proceso de Impeachment, Lewandowski entonces se hace Presidente de Senado Federal para fines del Art 52 Paragrafo Único de la Constitución Federal, solamente durante los actos del proceso de impeachment. En 25 de agosto de 2016, abrió la sesión de Senado para juicio final del impeachment. En su discurso de apertura dijo que "los parlamentarios congregados en esta Casa de leyes transmudam-se a partir de ahora en verdaderos jueces, debiendo en consecuencia dejar de lado el tanto cuánto posible, pues finalmente son seas humanos, sus opciones ideológicas, preferencias políticas e inclinaciones personales. Para juzgar a presidente, deberán actuar con la máxima exención y objetividad, considerando sólo los hechos tales como se presentan en los autos y las leyes que sobre ellos inciden".
En 25 de mayo de 2016, prohibió la tramitación de procesos ocultos en la Corte. La medida fue vista de manera positiva por los magistrados, inclusive por el ministro Teori Zavascki, ex-relator de la Operación Autolavado en el Supremo. El caso ha diversos procesos tramitando de forma oculta en el tribunal y que ganarán publicidad a partir de esto.

### Tribunal Superior Electoral
Miembro del Tribunal Superior Electoral desde 7 de mayo de 2009, se hizo presidente del Tribunal en 22 de abril de 2010, sucediendo al ministro Ayres Britto. En 2011, inauguró la nueva sede del Tribunal Superior Electoral (TSE) que denominó Tribunal de la Democracia.

## Libros publicados
- Proteção dos Direitos Humanos na Ordem Interna e Internacional. Río de Janeiro: Forense, 1984.
- Pressupostos Materiais e Formais da Intervenção Federal no Brasil. São Paulo: Ed. Revista de los Tribunales, 1994.
- Direito Comunitário e Jurisdição Supranacional: o papel do juiz no processo de integração regional (coord.). São Paulo: Ed. Juarez de Olivo, 2000.
- Globalização, Regionalização e Soberanía. São Paulo: Juárez de Olivo, 2004.
- A influência de Dalmo Dallari nas decisões dos tribunais (coord.). São Paulo: Saraiva, 2011.

## Honrarías
Lewandowski recibió los títulos de doctor honoris causa de las siguientes universidades:
- Universidad São Francisco[40]
- Universidad de Taubaté[41]
- Universidad Vila Velha[42]
- Universidad del Estado del Amazonas[42]
- Universidad Provincial de Roraima[43]
- Facultad Católica de Rondônia[44]
- Universidad de Guarulhos[45]